# Giovanni Baleison
Giovanni Baleison, né à Demonte (Piémont) vers 1463, et mort après 1492, est un peintre fresquiste italien du gothique international, connu pour avoir travaillé en France, notamment en Provence et en Italie, dans le Piémont et en Ligurie.

## Biographie
On ne connaît que quatre œuvres signées de Giovanni Baleison :
- la chapelle de Saint-Étienne-de-Tinée, peinte entre 1485 et 1490, avec  Giovanni Canavesio ;
- le cycle de la vie et de la mort de saint Sébastien, terminée le 26 juillet 1481, de la chapelle Sainte-Claire à Venanson ;
- le cycle de La Passion et du Jugement Dernier en 1492, en collaboration avec Giovanni Canavesio, pour la chapelle de la Madone-des-Fontaines à La Brigue [1].
- la chapelle San Sebastiano de Celle di Macra, singée au 12 septembre 1484.

Un premier document signale sa présente à Taggia en 1463. On lui attribue la décoration de plusieurs chapelles du diocèse de Mondovi entre 1465 et 1475, en particulier celle de Beinette.
Les spécialistes reconnaissent sa technique pour des fresques du couvent des Franciscains de Suse, peintes entre 1470 et 1475, la fresque de l'Annonciation d'Andagna, dans le Val Argentina. On lui attribue les fresques des voûtes de la chapelle du palais épiscopal d'Albenga, réalisées vers 1475-1477. On rattache certains personnages à ceux qu'on peut voir sur la chapelle Sainte-Claire de Venanson peinte en 1481.
On lui attribue les fresques de Notre-Dame-del-Poggio de Saorge, vers 1480.
Il a collaboré avec Giovanni Canavesio vers 1480. Ils travaillent ensemble au décor de la chapelle Saint-Bernard de Pigna, en 1482, pour laquelle il peint quatre Évangélistes. Puis, peu après, ils composent le décor de Saint-Bernardin de Triora. Vers 1490 et 1492, il peignent les fresques du chœur de la chapelle Notre-Dame-des-Fontaines de la Brigue.
On rattache à son œuvre les fresques de la chapelle Bon-Cœur et de la chapelle Saint-Grat de Lucéram, peintes probablement à la même époque que la chapelle de Venanson. Des fresques découvertes en 1996 à la chapelle Sainte-Marguerite de Saint-Dalmas-le-Selvage lui ont été attribuées.
On suppose qu'il a peint des polyptyques, dont un pour l'église paroissiale de Taggia, mais aucun d'entre eux ne nous est parvenu.

## Œuvres
Œuvres signées 
- Chapelle de Sainte-Claire de Venanson, près de Saint-Martin-Vésubie, terminée le 26 juillet 1481 ;
- Maison Stropo Basura, à Val Maira en 1486 ;
- Chapelle Saint-Sébastien, à Saint-Étienne-de-Tinée en 1485-1490, avec Giovanni Canavesio ;
- Chapelle Saints-Sébastien-et-Fabian (fresques), Vallée Maira, Marmora.
- la chapelle San Sebastiano de Celle di Macra, singée au 12 septembre 1484

Attributions 
- Chapelle Santa Maria delle Pieve à Beinette près de Coni, entre 1465 et 1475 ;
- Église Saint-Bernard à Pigna (province d'Imperia) avec Giovanni Canavesio, en 1482 ;
- Quatre Évangélistes à la Chapelle de la Madone-des-Fontaines à La Brigue en 1492, avec Giovanni Canavesio ;
- La Vierge et l'Enfant et Anges trônant, lunette du portail, église paroissiale santa Maria Assunta, Elva.

## Galerie

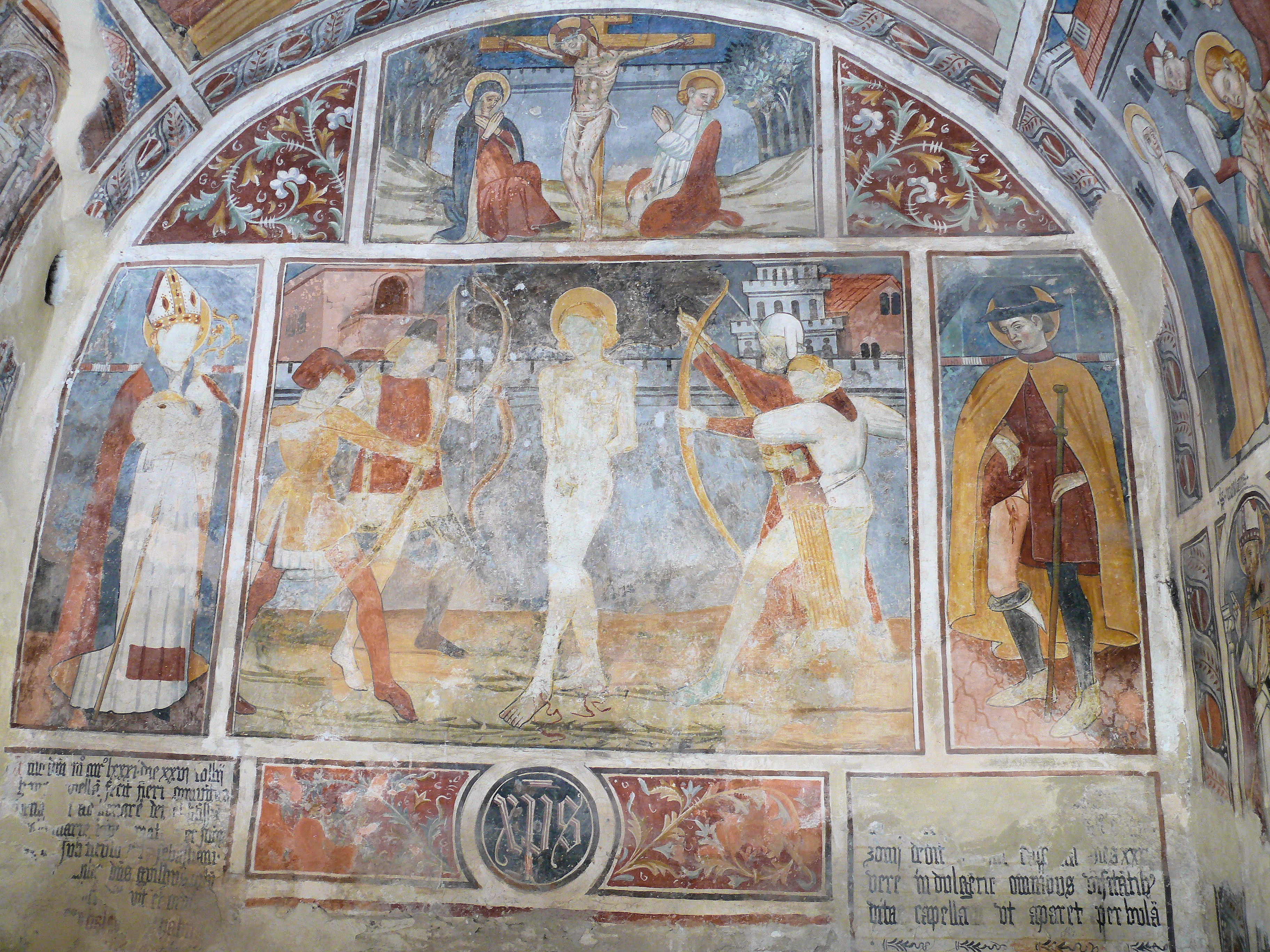
Supplice de saint Sébastien, Venanson, chapelle Sainte-Claire.
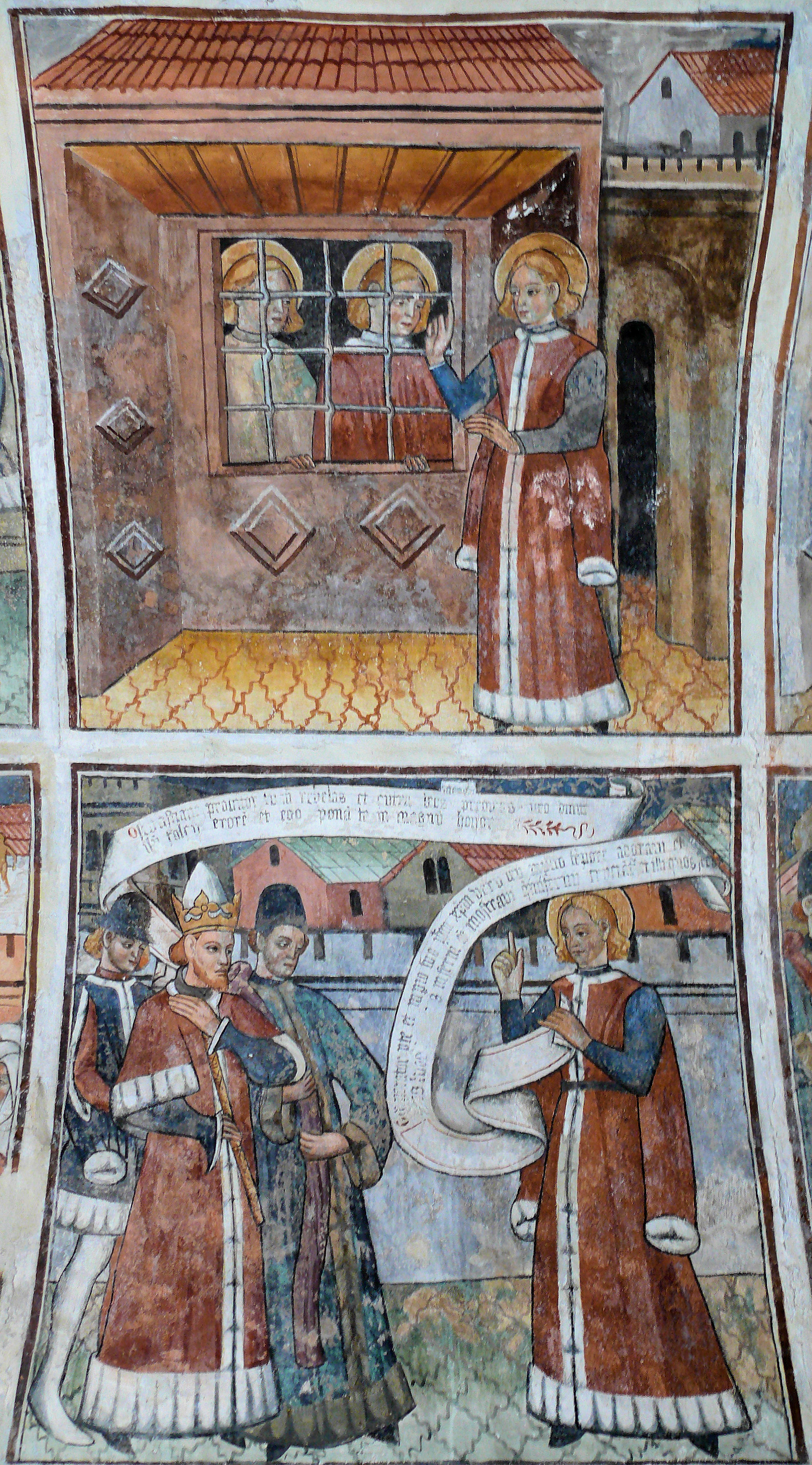
La Vie et la mort de saint Sébastien, Venanson, chapelle Sainte-Claire.
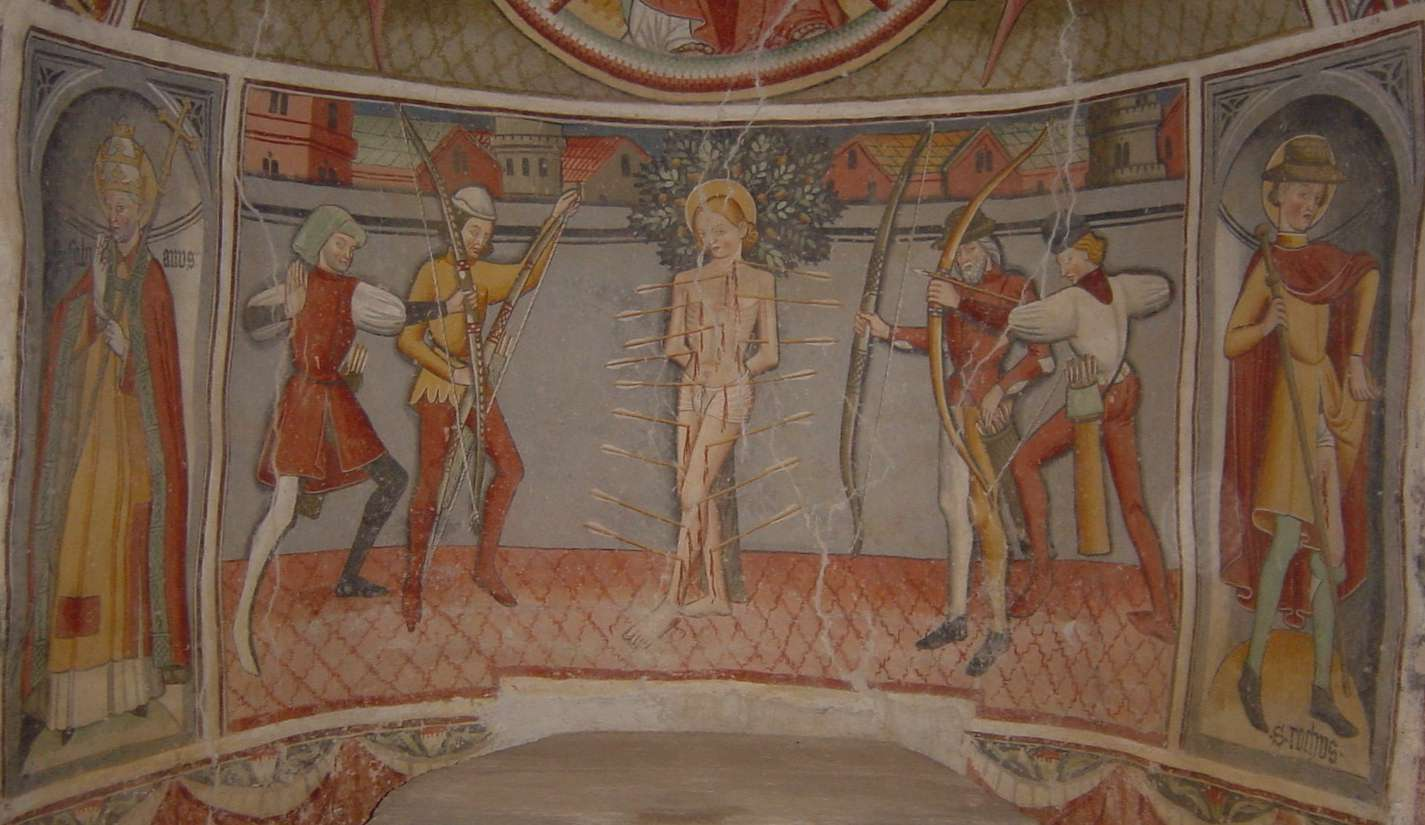
Saint Sebastien, Celle di Macra.
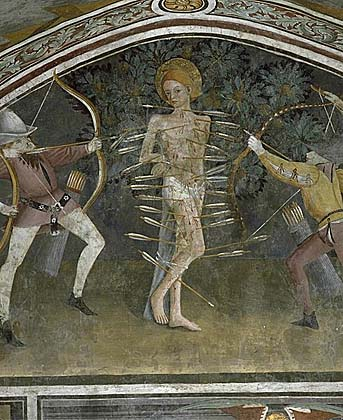
Cycle de la vie de saint Sébastien, fresque, détail du maître-autel, Saint-Étienne-de-Tinée (Alpes-Maritimes).